# 小清水軌道
小清水軌道（日语：／ Koshimizu kidō */?）是位於北海道斜里郡小清水村（現在的小清水町），曾經存在的鐵路路線。

## 簡介
在國鐵時代，當時的小清水村（現在的小清水町）與斜里村（現在的斜里町）曾為了釧網本線的走線引發激烈的討論。而最後決定選擇通過斜里村的中心地帶，而小清水村就只有沿海的2處地方設置車站，而中心地帶則沒有。在1930年（昭和5年），穿越小清水村中心地區的北見鐵道開始營運，但由於經營困難，9年後停止營運。
次年，總部位於帶廣市的北海道製糖（現在的日本甜菜製糖）發表準備在小清水村中心地區舖設鐵路，並探測由古樋站（現在的濱小清水車站）至札弦的土地，但由於水上至札弦的地形問題，決定不在札弦興建車站。最初興建的目的是運送甜菜但後來亦運送農作物、木材以及乘客等。由於戰後改用貨車運送貨物，於1952年（昭和27年）被廢線。
1949年（昭和24年）的營運狀況為每天3班列車，載客量為17,500人，貨物吞吐量為2000噸。

## 路線資料
- 路線總長度：約18公里
- 軌距：762毫米

## 歷史
- 1940年（昭和15年） - 北海道製糖發表準備在小清水興建鐵路的計劃。
- 1941年（昭和16年）
  - 開始路軌舖設。
  - 8月8日 - 古樋～水上之間的鐵路開始行駛。
- 1942年（昭和17年）4月7日 - 開始同時搭載貨物及乘客的服務。
- 1944年（昭和19年） - 北海道製糖改為北海道興農工業。
- 1947年（昭和22年） - 北海道興農工業改為日本甜菜製糖。
- 1952年（昭和27年）12月14日 - 鐵路服務停止。

## 車站一覽
- 古樋站（ふるとい） - 小清水車站（こしみず） - 水上車站（みずかみ）

小清水車站是使用北見鐵道的舊有設施。